# Rock 'n' Roll Clown
"Rock 'n' Roll Clown" är en sång från 1976, skriven av Harpo och Bengt Palmers. Den finns med på Harpos fjärde studioalbum Smile (1976), men utgavs även som singel samma år.
Skivan producerades och arrangeras av Palmers. Som B-sida valdes låten "Chelsea Lady". 1977 utgjorde "Rock 'n' Roll Clown" B-sida på singeln Dandy.

## Låtlista
1. "Rock 'n' Roll Clown" – 3:50
2. "Chelsea Lady" – 3:14

## Listplaceringar
| Lista (1976) | Topplacering |
| ------------ | ------------ |
| Österrike    | 21           |